# Fragile (2005)
Fragile (Spaans: Frágiles) is een Brits-Spaanse (Engels gesproken) horrorfilm uit 2005 onder regie van Jaume Balagueró. De productie won de juryprijs, jeugdjuryprijs, publieksprijs en de Prix 13ème Rue op het Festival international du film fantastique de Gérardmer 2006, de prijzen voor beste cinematografie en beste montage op de Barcelona Film Awards 2006 en de prijs voor beste special effects op de Goya Awards 2006.

## Verhaal

### Proloog
Het Engelse kinderziekenhuis Mercy Falls staat op het punt te sluiten. De patiënten en voorzieningen zijn al grotendeels ingepakt of verhuisd naar een andere faciliteit. Een afdeling met acht kinderen moet nog even wachten tot daar ruimte voor ze is. Zij vallen onder de zorg van nachtzuster Susan. Op een nacht vertelt patiëntje Maggie Susan dat ze 'haar' weer gezien heeft. Zodra de kinderen slapen, schiet Simon rechtop in zijn bed, schreeuwend van de pijn. Zijn been breekt, zonder aanwijsbare reden.

### Plot
Verpleegster Amy Nicholls arriveert in Mercy Falls als vervangster van de vertrokken zuster Susan. Haar baas Mrs. Folder legt haar in de lift uit dat die niet naar de tweede verdieping gaat omdat die sinds de jaren vijftig niet meer in gebruik is. Op de afdeling stelt ze Amy voor aan verpleegster Helen Perez, die overdag voor de kinderen zorgt. Zij introduceert Amy bij de kinderen. Maggie zit daarbij met blokken met letters erop aan een tafel. Ze legt Amy uit dat ze daar niet mee speelt, maar praat met Charlotte, wat volgens haar een geest is die op de tweede verdieping rondwaart. Maggie zegt dat ze Charlotte soms ook echt ziet.
Wanneer Amy met Simon in de lift staat, gaat die uit zichzelf naar de tweede verdieping en komt daar vervolgens vast te zitten. Door een opening krijgt ze een blik op de stoffige gesloten afdeling. Eenmaal bevrijd brengt Amy Simon naar de andere kinderen in een voor de gelegenheid ingerichte filmkamer. Activiteitenbegeleider Roy laat de kinderen daar de tekenfilm Doornroosje zien. De kinderen gaan helemaal op in de spanning van het verhaal, waarin hoofdpersonage Aurora eerst lijkt te sterven om uiteindelijk door de prins toch wakker te worden gekust. Wanneer Amy Maggie na de film instopt in bed, vertelt die Amy dat ze denkt dat de kus van de prins werkte omdat het een 'liefdeskus' was.
Simon wordt per helikopter overgebracht naar een ander ziekenhuis. Mrs. Folder weigert over Charlotte of de tweede verdieping te praten. Amy gaat daarom naar het huis van Susan om haar te vragen of zij iets meer weet. Nadat ze bij Susan aanbelt, doet diens moeder open, gesteund door een geestelijke. Susan blijkt een dag eerder overleden bij een auto-ongeluk. De geestelijke vertelt Amy dat Susan al een tijd nogal afwezig was, met iets rondliep waarvoor ze hulp zocht bij twee vrouwen. 's Avonds zit Amy aan Maggie's bed wanneer die vraagt of Simon terug is. Er beweegt namelijk iets onder het laken van zijn lege bed. Het wordt groter en neemt de vorm aan van een schreeuwend gezicht, waarna het weer verdwijnt.
Amy zoekt de twee vrouwen op waar Susan hulp bij zocht. Zij houden zich bezig met leven na de dood. Ze vertellen Amy dat geesten na hun overlijden in de buurt blijven van datgene waar ze van hielden. Hoewel de werelden voor en na de dood strikt gescheiden zijn, kunnen mensen die dicht bij hun dood zijn volgens hen soms de bewoners van het hiernamaals zien. De vrouwen denken dat dit ook bij Susan het geval was en dat zij een kwade aanwezigheid zag in Mercy Falls. Later die dag wil Roy de blokken inpakken waarmee Maggie zegt met Charlotte te praten. Plotseling vliegen die uit zijn handen, waarna iets Roy door het raam gooit, zijn dood tegemoet.
Amy besluit een kijkje te nemen op de tweede verdieping. Maggie wijst haar hoe ze daar kan komen. Amy vindt er een foto van een verpleegster met een meisje in een rolstoel. Op de achterkant staat dat dit Mandy en Charlotte zijn, in 1959. Amy vindt ook een oud projectorfilmpje. Ze schrikt wanneer ze aan het eind van de hal plotseling een vrouwelijke gestalte ziet met benen in metalen beugels. Maggie neemt haar mee terug naar beneden. Amy vraagt Dr. Robert het filmpje af te spelen. Hierop staat het meisje in de rolstoel. Ze leed aan brozebottenziekte, een aandoening die maakte dat haar botten enorm snel braken. De behandeling daarvan stond in 1959 nog in haar kinderschoenen. De doktoren maakten destijds metalen beugels die met pinnen door de armen en benen van het meisje aan haar ledematen werden bevestigd om haar te ondersteunen, een pijnlijk proces. Amy denkt dat de kwade geest van het meisje nog aanwezig is in het ziekenhuis. Wanneer ze Dr. Robert voorstelt om de kinderen zo snel mogelijk naar een andere plek te verhuizen, beginnen de muren de trillen en het plafond te scheuren.
Amy gaat naar het huis van Mrs. Folder thuis om haar te vertellen wat ze wil dat er gebeurt. Folder rijdt met Amy terug naar het ziekenhuis. Onderweg vertelt ze Amy dat het verhaal anders in elkaar zit dan zij denkt. Niet het meisje met brozebottenziekte heette Charlotte, maar de verpleegster die naast haar op de foto staat. Het meisje heette Mandy. Charlotte raakte zo geobsedeerd door het meisje dat ze in het geheim telkens haar botten brak wanneer ze dreigde op te knappen, om haar maar bij zich te houden. Toen dit uitkwam, ontsloeg het ziekenhuis Charlotte. Die draaide daarop door. Ze wurgde Mandy, bevestigde haar beugels aan haar eigen lichaam en pleegde daarna zelfmoord door zo de liftschacht in te springen. Amy realiseert zich dat de kwade geest in Mercy Falls de verpleegster is, die uit alle macht de kinderen bij zich wil houden. Door te proberen die te verhuizen, wordt Charlotte alleen maar woester.
Amy en Mrs. Folder arriveren bij het inmiddels steeds verder in elkaar stortende Mercy Falls. Helen en Dr. Robert komen naar buiten met de kinderen. Plotseling keert de rust terug in het gebouw. Amy realiseert zich dat dit komt omdat Maggie niet bij de andere kinderen is. Zij is nog binnen, bij Charlotte. Amy haast zich daarom naar de tweede verdieping. Ze vindt Maggie en slaat met haar op de vlucht. De razende Charlotte valt ze onderweg aan. Aankomend op de eerste verdieping, bloedt Amy hevig. Maggie is buiten bewustzijn en sterft in Amy's armen. Diens hart stopt als gevolg van het vele bloedverlies. Dr. Robert probeert haar te reanimeren met een defibrilator. Tevergeefs. Hij moet zijn pogingen staken, want haar hartslag blijft weg. Wat hij niet ziet, is dat Maggies geest Amy benadert en haar kust. Amy 's hart begint alsnog weer te kloppen.

### Epiloog
Amy ligt in een ziekenhuisbed, herstellend van haar verwondingen. Een oude man komt voorbij de deuropening en kijkt naar binnen. Naast Amy's bed ziet hij Maggie zitten, glimlachend en wakend over Amy.

## Rolverdeling
- Calista Flockhart - Amy Nicholls
- Richard Roxburgh - Robert Marcus
- Elena Anaya - Helen Perez
- Gemma Jones - Mrs. Folder
- Yasmin Murphy - Maggie
- Colin McFarlane - Roy
- Michael Pennington - Marcus
- Daniel Ortiz - Matt
- Susie Trayling - Susan
- Lloyd F. Booth Shankley - Simon
- Michael Gatward - David
- Scarlet Carey - Emma
- Cameron Antrobus - Jimmy
- Olivia Bjork - Linda
- Fergus Riordan - Richard
- Arthur Rogers - Nicholas
- Karmeta Cervera - Charlotte
- Max Batista - Adam
- Ivana Baquero - Mandy